# Kalendarium historii Korei Południowej

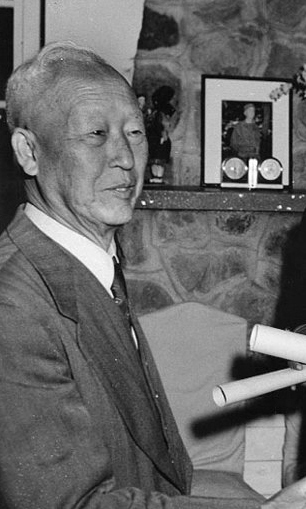
Li Syng Man

Kalendarium historii Korei Południowej – uporządkowany chronologicznie, począwszy od czasów najdawniejszych aż do współczesności, wykaz dat i wydarzeń z historii Korei Południowej.

## Okres sprzed wojny koreańskiej
- 1945 – wojska amerykańskie wylądowały na południu Płw. Koreańskiego[1].
- 1945 – powołano przez USA i ZSRR wspólnej komisji do powołania rządu ogólnokoreańskiego[1].
- 1948 – Korea Południowa ogłosiła niepodległość. Władzę objął Li Syng Man.
- 1948–60 – rządy Li Syng Mana[1].

## Wojna koreańska

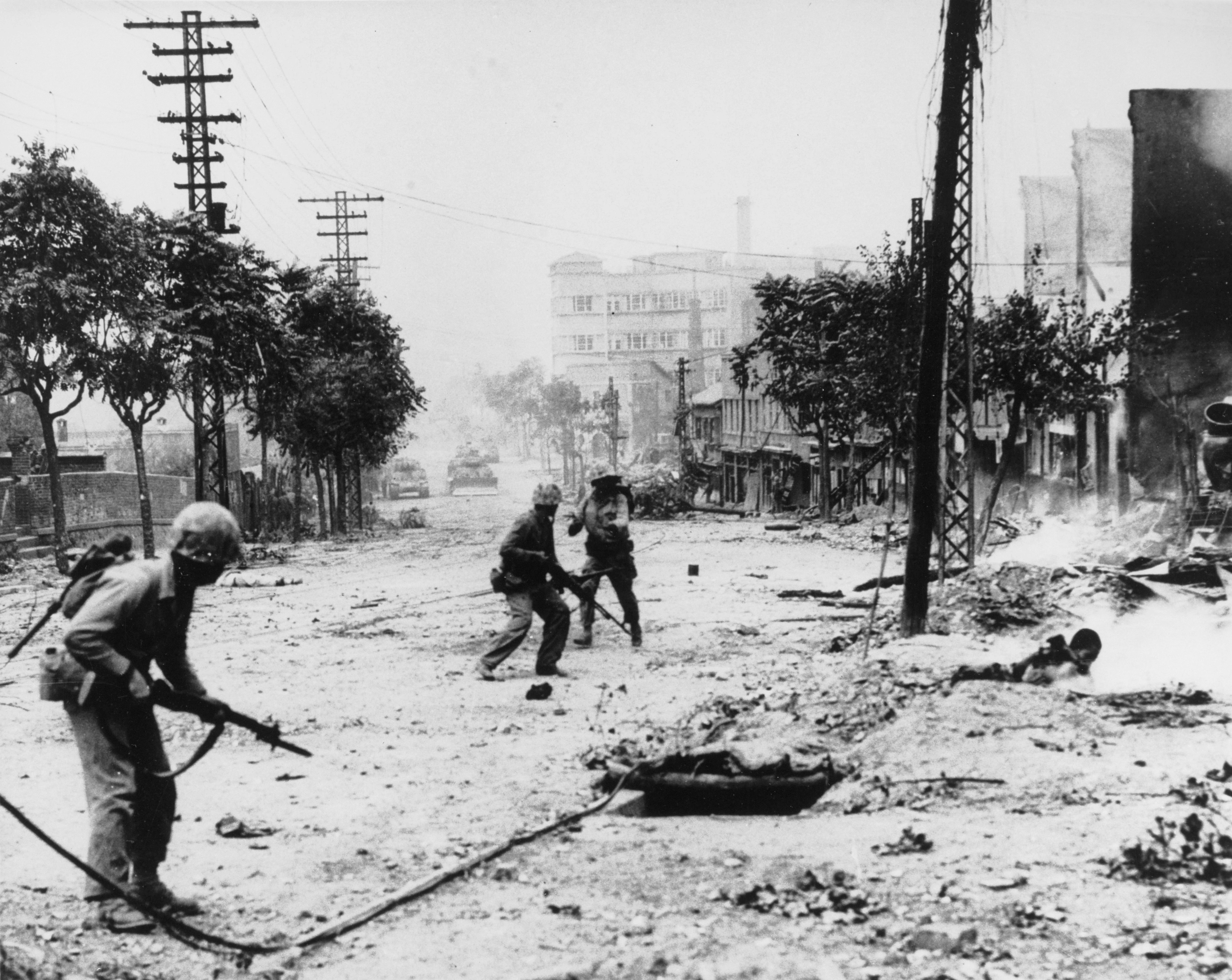
Odzyskiwanie Seulu przez wojska amerykańskie

- 25 czerwca 1950 – wojska północnokoreańskie przekroczyły 38. równoleżnik, rozpoczynając wojnę koreańską[2].
- 7 października 1950 – wojska amerykańskie i południowokoreańskie przekroczyły 38. równoleżnik[3].
- 25 listopada 1950 – wojska chińskie wraz z wojskami północnokoreańskimi wycofują wojska amerykańskie i południowokoreańskie za 38. równoleżnik[3].
- styczeń 1951 – front na krótko ustabilizował się około 80 km na południe od Seulu[3].
- czerwiec 1951 – front ustabilizował się wzdłuż 38. równoleżnika[3].
- październik 1951 – rozpoczęto rokowania pokojowe w Panmundżom[3].
- koniec 1952 – nowo wybrany prezydent USA, Dwight Eisenhower ogłosił, że wojska amerykańskie jak najszybciej opuszczą Koreę[3].
- 1952 – załamanie rozmów pokojowych[3].
- kwiecień 1953 – rozpoczęto kolejne rozmowy pokojowe pomiędzy państwami koreańskimi[3].
- 27 lipca 1953 – podpisano zawieszenie broni w Panmundżom. Granicę pomiędzy obiema państwami ustanowiono strefą zdemilitaryzowaną[1].

## Wydarzenia po wojnie koreańskiej

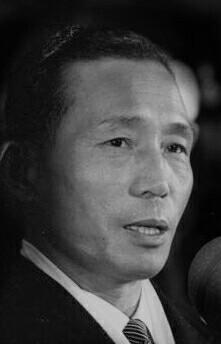
Park Chung hee

Logo Zimowych Igrzysk Olimpijskich 2018

- 1961 – w wyniku zamachu stanu władzę objęła armia. Władzę przejął generał Park Chung-hee, który wprowadził rządy autorytarne[1].
- 1972 – w wyniku referendum Korea Południowa przyjęła nową konstytucję[1].
- 1979 – zabójstwo Park Chung-heea. Władzę objął generał Choi Kyu-ha[1].
- 1988 – wprowadzono demokratyczną konstytucję oraz przeprowadzono wolne wybory do parlamentu[1].
- 1990 – Korea Południowa nawiązała stosunki dyplomatyczne z państwami byłego Układu Warszawskiego (łącznie ze Związkiem Radzieckim)[1].
- 13 grudnia 1991 – zawarcie układu o pojednaniu z Koreą Północną[2].
- 1992 – Korea Południowa zawiesiła układ z grudnia 1991 z powodu uniemożliwienia przez Koreę Północną międzynarodowej kontroli jej obiektów atomowych[1].
- 1992 – przeprowadzono wybory parlamentarne[1].
- 1992 – przeprowadzono wybory prezydenckie, które wygrał niezwiązany z wojskiem Kim Young Sam[1].
- 1992 – nawiązanie stosunków dyplomatycznych z Chińską Republiką Ludową[1].
- listopad 1997 – w wyniku załamania notowań na giełdzie oraz spadku wartości wona południowokoreańskiego zaczął się kryzys ekonomiczny[1].
- 1997 – w wyniku wyborów prezydenckich, głową państwa został Kim Dae-jung, obiecujący pomoc humanitarną dla Korei Północnej[1].
- 15 kwietnia 2002 – katastrofa lotu Air China 129, w której zginęło 129 osób[4].
- 2004 – Roh Moo-hyun został oskarżony o nadużywanie władzy i korupcję[1].
- wrzesień 2005 – w wyniku Tajfunu Nabi w Korei Południowej zginęło sześć osób[5].
- 17 maja 2007 – po raz pierwszy od 1951 roku granicę międzykoreańską przekroczył pociąg pasażerski[6].
- 2–4 października 2007 – w Pjongjangu odbyło się drugie spotkanie przywódców państw koreańskich[6].
- 11 grudnia 2007 – uruchomiono pierwsze regularne połączenie pomiędzy Koreą Północną a Południową[6].
- 30 stycznia 2009 – Korea Północna zerwała wszystkie postanowienia polityczne i gospodarcze z Południem[6].
- 27 maja 2009 – rząd północnokoreański zaczął uważać rozejm z 1953 roku za nieważny[6].
- 26 marca 2010 – 46 południowokoreańskich marynarzy zginęło w wyniku zatonięcia okrętu w pobliżu wód terytorialnych Korei Północnej w pobliżu Wyspy Baengnyeong na Morzu Żółtym. W wyniku śledztwa ustalono, że okręt zatopiła torpeda wystrzelona z Korei Północnej[7].
- 20 maja 2010 – rząd południowokoreański oskarża Północ o incydent koło Wyspy Baengnyeong[6].
- 24 maja 2010 – Korea Południowa zerwała umowy z Koreą Północną. Dzień później umowy zrywa Północ[6].
- 23 listopada 2010 – wojska północnokoreańskie rozpoczęły atak na wyspę Yeonpyeong, w wyniku którego zginęły cztery osoby[8].
- styczeń 2011 – Operacja Świt w Zatoce Adeńskiej[9].
- 6 lipca 2011 Międzynarodowy Komitet Olimpijski w Durbanie wybrał Pjongczang na gospodarza zimowych igrzysk olimpijskich w 2018 roku[10].
- 2015 – wybuchła epidemia wirusa MERS[11].
- 20 sierpnia 2015 – Korea Północna ostrzelała Koreę Południową[12].
- 9 lutego 2018 – otwarcie Zimowych Igrzysk Olimpijskich w Pjongczangu[13].
- 27 kwietnia 2018 – szczyt koreański[14].
- 2019 – narodziny ruchu 4B[15].
- 20 stycznia 2020 – pierwszy przypadek COVID-19 w Korei Południowej, w ramach pandemii tej choroby[16].
- 29 października 2022 – panika w Seulu[17].